# دیوید باند
دیوید باند (انگلیسی: David Bond; ۲۷ مارس ۱۹۲۲ – ۲۳ مارس ۲۰۱۳)) قایقران قایق بادبانی اهل بریتانیا بود.